# Elliott Murphy
Elliott James Murphy (Long Island, Nueva York; 16 de marzo de 1949) es un compositor y cantautor de rock, novelista, productor y periodista que vive en París. A menudo ha colaborado con artistas muy famosos, como Bruce Springsteen.

## Biografía
Elliott Murphy nació en Rockville Centre, Nueva York, creció en Garden City, Long Island y comenzó a tocar la guitarra a los doce años. Su banda Los Rapscallions ganaron en 1966 la Batalla de las Bandas en el Estado de Nueva York . En 1971 viajó a Europa y apareció en el filme de Federico Fellini, Roma. Al regresar a Nueva York, en 1973 consiguió un contrato de grabación con Polydor Records, tras ser señalado por el crítico de rock Paul Nelson.
Su álbum debut Aquashow (1973) fue criticado favorablemente por las revistas Rolling Stone, Newsweek y The New Yorker . Sus siguientes álbumes incluyen Lost Generation (1975) producido por Paul A. Rothchild (productor de The Doors), Night Lights (1976) y Just a Story from América (1977). Entre los colaboradores especiales en los álbumes de Murphy figuran Bruce Springsteen, Mick Taylor, Billy Joel, Phil Collins, Sonny Landreth, David Johansen, The Violent Femmes, Cindy Bullens y Shawn Colvin. Ha publicado hasta la fecha más de treinta y cinco álbumes, que incluyen, Affairs (1980) y Murph the Surf (1982). En 1985, Jerry Harrison de los Talking Heads produjo el álbum Milwaukee. Selling the Gold (1995) presenta un dúo con Bruce Springsteen, "Everything I Do". El álbum también cuenta con una colaboración de The Violent Femmes, figurando los tres miembros originales Gordon Gano, Victor De Lorenzo y Brian Ritchie en el tema "King of the Serpentine".
Los álbumes siguientes fueron Beauregard, Rainy Season, Soul Surfing y La Terre Commune (a dúo con Iain Matthews). Never Say Never...The Best of 1995-2005, un CD y DVD recopilatorio de actuaciones lanzado en 2005. El año terminó con Murphy Gets Muddy, un disco de 9 versiones de clásicos de blues y 5 originales de Murphy. A principios de 2007 se lanzó en Europa el álbum Coming Home Again. El CD / DVD en vivo-set Alive in Paris fue lanzado en el otoño de 2009, seguido por el homónimo Elliott Murphy (2010), Just A Story from New York (2011) y It Takes A Worried Man, producido por su hijo Gaspard Murphy. Allmusic ha valorado más de quince de sus álbumes con 4 estrellas o más.
Además de su música y letras de canciones Murphy ha escrito para la revista Rolling Stone, Spin, Mucchio Selvaggio, Jam y varias revistas europeas. Ha publicado Frío y eléctrico, una novela semiautobiográfica, en francés, alemán y  español, así como dos colecciones de cuentos ( El león duerme esta noche, Donde las mujeres están desnudas, Los hombres son ricos y Notas de café. El 1 de octubre de 2012, Elliott Murphy fue galardonado con la Medalla de Vermeil de la Villa de París en reconocimiento a su carrera como músico y autor. la ceremonia en el Hotel Ville fue presidida por el alcalde de París, Bertrand Delanoë.

## The Second Act of Elliott Murphy
En 2015 se lanza la película documental, The Second Act of Elliott Murphy, dirigida por el español Jorge Arenillas, en la que se detalla el traslado de los EE. UU. a Europa en la carrera de Murphy, incluyendo entrevistas con Bruce Springsteen y Billy Joel.

## Discografía y libros

### Álbumes y EP
- Aquashow (1973)
- Lost Generation (1975)
- Night Lights (1976)
- Just a story from América (1977)
- Affairs (1980)
- Murph the surph (1982)
- Party girls / Broken poets (1984)
- Milwaukee (1985)
- Change will come (1987)
- Aprés le déluge (1987)
- 12 (1990) US re-edition: Unreal City (1993)
- If poets were kings (1992)
- Paris/New York (1993)
- Selling the gold (1995)
- Beauregard (1998)
- Rainy season (2000)
- La terre commune (amb Iain Matthews (2001)
- Soul surfing (2002)
- Soul surfing - the next wave EP (2002)
- Strings of the storm (2003)
- Murphy gets muddy (2005)
- Coming Home Again (2007)
- Notes from the Underground (2008)
- Elliott Murphy Sings Dylan (2009)
- Elliott Murphy (2011)
- It Takes A Worried Man (2013)
- Aquashow Deconstructed (2015)
- Prodigal Son (2017)
- Ricochet (2019)
- Broken Poet Soundtrack (2020)

### Compilaciones
- Diamonds by the yard (1991)
- Going through something - the best of 1982-1991 (1996)
- Never say never - the best of 1995-2003 + live DVD (2005)

### En vivo
- Live Hot Point (1991)
- April - a live album (1999)
- The last of the rockstars... and me and you (2001)
- Alive in Paris (2009)
- Just A Story From New York (2011)

### Apariciones invitado
- David Johansen - Here comes the night (1982): guitarra, armónica
- Rocking Chairs - Freedom Rain (1988): voz y guitarra en Wild Horses
- Rocking Chairs - No sad goodbyes (1989): productor

### Libros
- Cold and Electric (1989)
- Where the Men are Rich and the Women are Naked (1992)
- The Lion Sleeps Tonight (1992)
- Café Notes (2002)
- Poetic Justice (2006)
- Marty May (2013)
- The Last Rock Star (Varasak Ediciones) (2019)